# Eulenhof (Treuchtlingen)
Eulenhof ist ein Gemeindeteil der Stadt Treuchtlingen im Landkreis Weißenburg-Gunzenhausen (Mittelfranken, Bayern). Eulenhof liegt in der Gemarkung Treuchtlingen.

## Lage
Der Weiler liegt circa zwei Kilometer westlich von der Schmarrmühle und nordwestlich von Möhrenberg. Zu erreichen ist der Weiler von Treuchtlingen aus über die Eulenhofer Straße, von der Staatsstraße 2217 aus über eine Abzweigung im Tal des Möhrenbaches zwischen Möhren  und der Fuchsmühle und von Möhren aus über eine Abzweigung von der Straße „Am Sommerkeller“.

## Geschichte
Der Hof wurde wohl im 13./14. Jahrhundert von den Treuchtlinger Burgherren angelegt. Der Ortsname bedeutet „Hof bei den Eulen“. Burkard von Seckendorff-Jochsberg, Besitzer der Burg Möhren, erwarb im Zuge seiner umfangreichen Erwerbspolitik am 2. Oktober 1346 von Wirich von Treuchtlingen unter anderem den Eulenhof. 1453 kaufte die Herrschaft Pappenheim den Eulenhof, der in einem Salbuch von 1500 als „Eilnhoff“ erscheint. 1516 kaufte Philipp von Seckendorff dem Marschall von Pappenheim den „ewllenhof“ mit Schäferei wieder ab. 1667 heißt es, dass Eulenhof als 1 Hof und 1 neuaufgerichtetes Gütlein zum ansbachischen Verwalteramt Treuchtlingen zinsen. 1696 gehörte Eulenhof zur Herrschaft des Marschalls Veit in Treuchtlingen; er war zu diesem Zeitpunkt wohl infolge des Dreißigjährigen Krieges nicht mit einer „Behausung“ ausgestattet. Die Vogtei hatte ebenfalls Treuchtlingen inne. Der Zehnt ging – so 1732 – an das Augustinerstift Rebdorf. Kirchlich gehörte Eulenhof im Heiligen Römischen Reich zur evangelischen Gemeinde Treuchtlingen.
Im Königreich Bayern wurde der Eulenhof 1808 Teil des Steuerdistrikts Treuchtlingen, der sich 1810 zur Munizipalgemeinde wandelte.
1824 wohnten in den inzwischen drei Anwesen des Eulenhofs 17, 1861 20, in der Nachkriegszeit mit Flucht und Vertreibung 1950 27, 1961 in vier Wohngebäuden wieder nur 18 und 1987 17 Personen.
1984 heißt es von den drei Höfen Eulenhofs, sie seien „moderne Vollerwerbsbetriebe mit Bullen- und Schweinemast“.